# Grzegorz Hyży
Grzegorz Hyży (ur. 27 maja 1987 w Gnieźnie) – polski wokalista i autor tekstów, finalista trzeciej edycji programu X Factor.

## Życiorys
Pochodzi z rodziny o muzycznych tradycjach; jego dziadek grał na akordeonie, wujek nauczył go gry na gitarze, a ciotka – na dudach. Uczęszczał do I Liceum Ogólnokształcącego w Gnieźnie. Przez 10 lat trenował capoeirę, posiada stopień instruktorski.
Profesjonalną karierę muzyczną rozpoczął pod koniec sierpnia 2010, kiedy to po jednym z koncertów jam session w Poznaniu założył ze znajomymi zespół BrytFunky. Grupa rozpadła się po roku współpracy, po czym Hyży został założycielem i liderem formacji Grzegorz Hyży & Band.

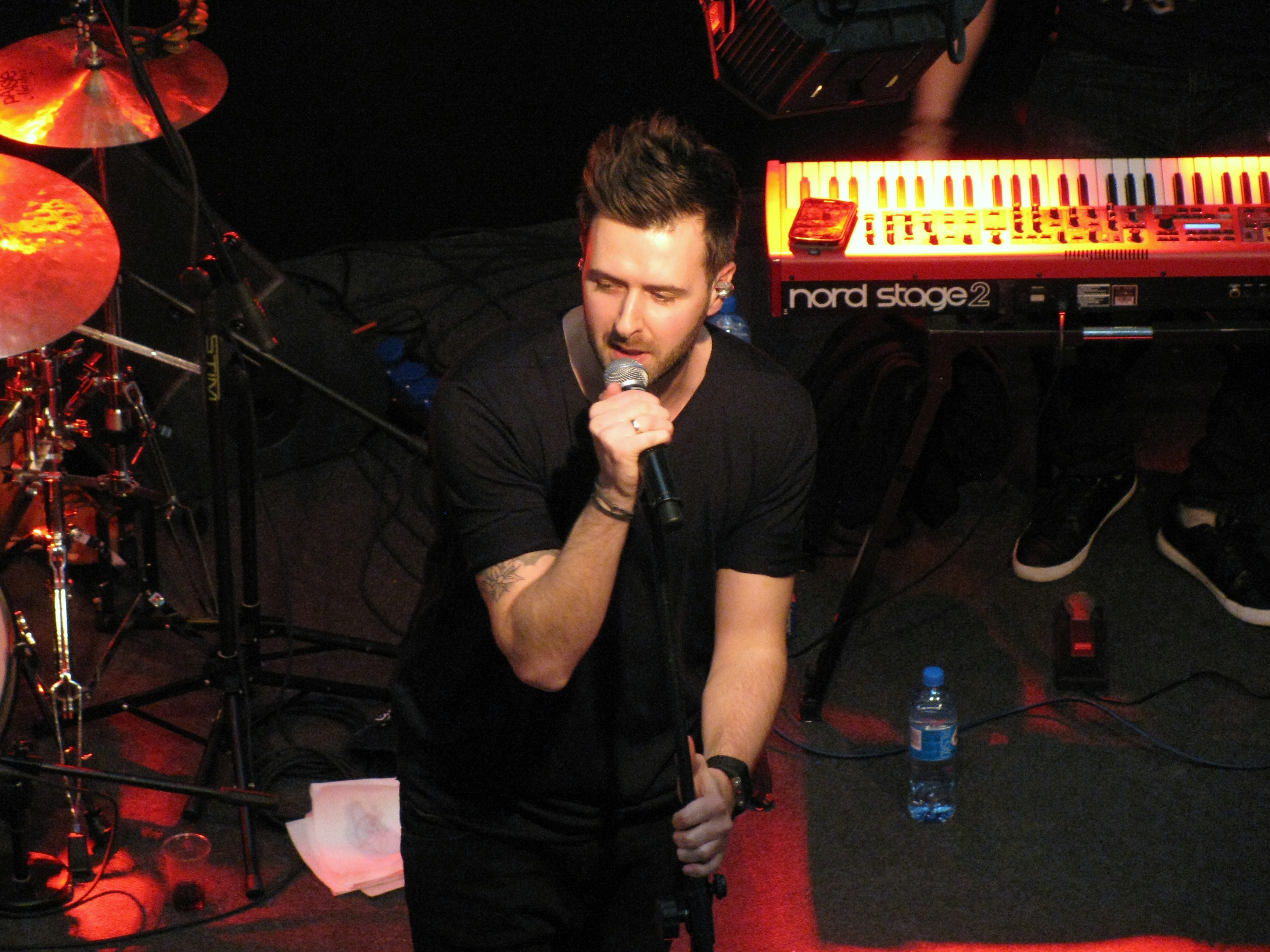
Hyży podczas koncertu w Rumi (2015)

W 2013 zajął drugie miejsce w finale trzeciej edycji programu TVN X Factor. W kwietniu 2014 wydał singel, „Na chwilę”, z którym dotarł do pierwszego miejsca polskiego zestawienia airplay. Piosenkę umieścił na swoim pierwszym albumie studyjnym pt. Z całych sił, który wydał 27 maja 2014. 18 czerwca 2015 otrzymał tytuł Ambasadora Miasta Gniezna od prezydenta Gniezna Tomasza Budasza. 
12 maja 2017 wydał album pt. Momenty, który promował singlami: „Pod wiatr”, „O Pani!”, „Noc i dzień” i „Niech pomyślą, że to ja”. W tym samym roku nagrał w duecie z Kayah singel „Podatek od miłości”, który został wykorzystany w ścieżce dźwiękowej filmu o tym samym tytule. W 2018 był jednym z trenerów dziewiątej edycji programu TVP2 The Voice of Poland.
25 października 2024 wydał trzeci album studyjny, zatytułowany Epilog.

## Życie prywatne
Był mężem piosenkarki Mai Hyży, z którą ma synów-bliźniaków: Wiktora i Alexandra (ur. 2012). Rozstali się w 2013.
17 lipca 2015 w Pałacu Senatorskim na Kapitolu w Rzymie poślubił prezenterkę telewizyjną Agnieszkę Popielewicz, z którą ma syna, Leona (ur. 2021).

## Dyskografia
Albumy studyjne
| Rok  | Dane dot. albumu | Najwyższa pozycja na liście | Certyfikat             | Sprzedaż       |
| Rok  | Dane dot. albumu | POL                         | Certyfikat             | Sprzedaż       |
| ---- | --- | --------------------------- | ---------------------- | -------------- |
| 2014 | Z całych sił (oraz Tabb) - Wydany: 27 maja 2014 - Wytwórnia: Gorgo Music, Sony Music Entertainment Poland - Format: CD, digital download, streaming | 9                           | - POL: platynowa płyta | - POL: 30 000+ |
| 2017 | Momenty - Wydany: 12 maja 2017 - Wytwórnia: Sony Music Entertainment Poland - Format: CD, digital download, streaming                               | 6                           | - POL: platynowa płyta | - POL: 30 000+ |
| 2024 | Epilog - Wydany: 25 października 2024 - Wytwórnia: Sony Music Entertainment Poland - Format: CD, digital download, streaming                        | 34                          |                        |                |

Single
| Rok | Tytuł                             | Najwyższe pozycje na listach | Najwyższe pozycje na listach | Najwyższe pozycje na listach | Najwyższe pozycje na listach | Certyfikat                | Sprzedaż       | Album                                  |
| Rok | Tytuł                             | POL (airplay)                | POL (airplay nowości)        | POL (airplay TV)             | POL (streaming)              | Certyfikat                | Sprzedaż       | Album                                  |
| --- | --------------------------------- | ---------------------------- | ---------------------------- | ---------------------------- | ---------------------------- | ------------------------- | -------------- | -------------------------------------- |
| 2014 | „Na chwilę” (oraz Tabb)           | 1                            | 1                            | 1                            | X                            |                           |                | Z całych sił                           |
| 2014 | „Wstaję” (oraz Tabb)              | 2                            | 3                            | –                            | X                            |                           |                | Z całych sił                           |
| 2014 | „Pusty dom” (oraz Tabb)           | 5                            | 2                            | –                            | X                            |                           |                | Z całych sił                           |
| 2015 | „Zagadka” (oraz Tabb)             | 19                           | 3                            | –                            | X                            |                           |                | Z całych sił                           |
| 2016 | „Pod wiatr”                       | 2                            | 4                            | 5                            | X                            | - POL: 3× platynowa płyta | - POL: 60 000+ | Momenty                                |
| 2017 | „O Pani!”                         | 1                            | 1                            | –                            | 81                           | - POL: 3× platynowa płyta | - POL: 60 000+ | Momenty                                |
| 2017 | „Noc i dzień”                     | 5                            | 3                            | –                            | X                            | - POL: złota płyta        | - POL: 10 000+ | Momenty                                |
| 2017 | „Podatek od miłości” (oraz Kayah) | 5                            | 2                            | –                            | X                            | - POL: platynowa płyta    | - POL: 20 000+ | Podatek od miłości (ścieżka dźwiękowa) |
| 2018 | „Niech pomyślą, że to ja”         | 3                            | 1                            | –                            | X                            | - POL: platynowa płyta    | - POL: 20 000+ | Momenty                                |
| 2018 | „Pech to nie grzech”              | 12                           | 1                            | –                            | X                            | - POL: złota płyta        | - POL: 10 000+ | Pech to nie grzech (ścieżka dźwiękowa) |
| 2020 | „Król nocy”                       | 7                            | 1                            | –                            | X                            | - POL: złota płyta        | - POL: 10 000+ | Epilog                                 |
| 2022 | „Kochanie to ja!”                 | 9                            | 2                            | –                            | X                            | - POL: platynowa płyta    | - POL: 50 000+ | Epilog                                 |
| 2022 | „I ten numer na lato”             | –                            | –                            | –                            | X                            |                           |                | Epilog                                 |
| 2022 | „Sztos”                           | 12                           | 4                            | –                            | X                            |                           |                | Epilog                                 |
| 2023 | „Tańcz”                           | –                            | X                            | X                            | –                            |                           |                | Epilog                                 |
| 2024 | „Z nikim aż tak”                  | 49                           | X                            | X                            | –                            |                           |                | Epilog                                 |
| „–” oznacza, że singel nie był notowany na danej liście. „X” oznacza, że lista nie istniała w danym okresie. |                                   |                              |                              |                              |                              |                           |                |                                        |

Z gościnnym udziałem
| Rok  | Tytuł                                               | Najwyższa pozycja na liście | Album          |
| Rok  | Tytuł                                               | POL (airplay nowości)       | Album          |
| ---- | --------------------------------------------------- | --------------------------- | -------------- |
| 2015 | „Puls” (Kasia Cerekwicka, gościnnie: Grzegorz Hyży) | 5                           | Między słowami |

## Teledyski
| Rok  | Tytuł                 | Reżyseria/Realizacja | Źródło |
| ---- | --------------------- | -------------------- | ------ |
| 2014 | „Na chwilę”           | Grupa 13             | [ 31 ] |
| 2014 | „Wstaję”              | Damian Bieniek       | [ 32 ] |
| 2015 | „Pusty dom”           | Limited Edition      | [ 33 ] |
| 2015 | „Zagadka”             | –                    | [ 34 ] |
| 2016 | „Pod wiatr”           | Anna Powierża        | [ 35 ] |
| 2017 | „O Pani!”             | Karol Łakomiec       | [ 36 ] |
| 2017 | „Noc i dzień”         | Michał Braum         | [ 37 ] |
| 2017 | „Podatek od miłości”  | Filip Bartczak       | [ 38 ] |
| 2018 | „Pech to nie grzech”  | Konrad Aksinowicz    | [ 39 ] |
| 2020 | „Król nocy”           | Wow Pictures         | [ 40 ] |
| 2022 | „Kochanie to ja!”     | Alan Kępski          | [ 41 ] |
| 2022 | „I ten numer na lato” | Alan Kępski          | [ 42 ] |
| 2022 | „Sztos”               | Olga Czyżykiewicz    | [ 43 ] |

## Nagrody i wyróżnienia
| Rok  | Konkurs                            | Kategoria                                                                                   | Rezultat  | Źródło |
| ---- | ---------------------------------- | ------------------------------------------------------------------------------------------- | --------- | ------ |
| 2014 | Eska Music Awards 2014             | Najlepszy radiowy debiut                                                                    | Wygrana   | [ 44 ] |
| 2014 | Eska Music Awards 2014             | Najlepszy hit („Na chwilę”) (oraz Tabb)                                                     | Nominacja | [ 45 ] |
| 2014 | Eska Music Awards 2014             | eskaGO Award – Najlepszy artysta w sieci                                                    | Nominacja | [ 46 ] |
| 2015 | Fryderyki 2015                     | Fonograficzny debiut roku                                                                   | Nominacja | [ 47 ] |
| 2017 | Eska Music Awards 2017             | Najlepszy artysta                                                                           | Nominacja | [ 48 ] |
| 2018 | Fryderyki 2018                     | Album roku pop (Momenty)                                                                    | Nominacja | [ 49 ] |
| 2021 | Fryderyki 2021                     | Autor roku                                                                                  | Nominacja | [ 50 ] |
| 2021 | Fryderyki 2021                     | Kompozytor roku (jako team kompozytorski: Michał „Fox” Król, Grzegorz Hyży, Daniel Walczak) | Nominacja | [ 50 ] |
| 2021 | Fryderyki 2021                     | Utwór roku („Król nocy”)                                                                    | Nominacja | [ 50 ] |
| 2021 | Top of the Top Sopot Festival 2021 | Bursztynowy Słowik („Król nocy”)                                                            | Nominacja | [ 51 ] |